# Microrregión del Sertón del Moxotó
La microrregión del Sertón del Moxotó está formada por 7 municipios, su población, en su mayoría se encuentra concentrada en la ciudad de Arcoverde, con aproximadamente el 50% de la población urbana, y un tercio del total de la microrregión.

## Municipios
- Arcoverde
- Betânia
- Custódia
- Ibimirim
- Inajá
- Manari
- Sertânia

- Datos: Q2548795